# Tried and True
Tried and True är en låt av det amerikanska rockbandet Ween. Låten släpptes som vinylsingel den 28 juli 2003 och återfinns på albumet Quebec. Några månader därefter togs en liveversion med på albumet All Request Live.
Likt andra Ween-låtar är sången i "Tried and True" förändrad till en annan ton, i det här fallet en djupare ton än originalsången.